# Bauhinia erythrocalyx
Bauhinia erythrocalyx là một loài thực vật có hoa trong họ Đậu. Loài này được Wunderlin miêu tả khoa học đầu tiên.